# Valea Mare-Pravăț (gmina)
Valea Mare-Pravăț – gmina w Rumunii, w okręgu Ardżesz. Obejmuje miejscowości Bilcești, Colnic, Fântânea, Gura Pravăț, Nămăești, Pietroasa, Șelari i Valea Mare-Pravăț. W 2011 roku liczyła 4066 mieszkańców.